# Союз
Вижте пояснителната страница за други значения на Союз.
Союз (на руски: Союз - съюз, обединение) е Съветска космическа програма за строеж на ракети и космически кораби, оригинално планирани за изпращане на хора на Луната. След като Американците изпреварват СССР и първи изпращат човек там, СССР се отказва от полетите до Луната и използва космическия кораб Союз само в Околоземна орбита.
През 2007 година Союз все още се използва за полети до Международната космическа станция. Но тъй като корабът вече е стар (програмата е стартирана през 1960 г.), Союз ще бъде заменен с нов космически кораб - Клипер.

## Союз стартира с катастрофа
Корабът Союз има две аварии, които са завършили с жертви. Първата жертва на програмата е Владимир Комаров - космонавтът, пилотирал Союз 1.
Союз 1 излита на 23 април 1967 година. Това е първият в историята старт на пилотиран космически кораб, преди той да бъде успешно тестван в безпилотен режим. Союз обаче, излита с над 200 конструктивни дефекта. Проблемите на Комаров започват веднага след навлизането в орбита. Единият панел със слънчеви батерии отказва да се отвори. Поради тази причина планираният старт на Союз 2 и скачването му със Союз 1 се отлага. Това вероятно е било най-разумното решение на инженерите за програмата, защото Союз 2 е имал същите дефекти, и ако е било допуснато излитането му, той също е щял да катастрофира и жертвите биха били много повече.
Союз 1 навлиза в атмосферата за да извърши аварийно кацане. При навлизането не се отваря главният парашут. Автоматиката задейства резервния, но той се оплита около неразтворилия се главен. Комаров се удря в Земята с огромна скорост.
След тази катастрофа Союз е стабилизиран и извършва 9 успешни полета. Това продължава до 6 юни, 1971 година. Тогава излита Союз 11 с Георгий Доброволски, Владислав Волков и Виктор Пацаев на борда. Те са първите жители на първата в света орбитална станция Салют-1. Когато на 30 юни се завръщат на Земята и наземният екип отваря люка на космическия кораб, всички са мъртви. Оказва се, че при навлизането в атмосферата един от клапаните се е отворил и въздухът на космонавтите е изтекъл в безвъздушното пространство.

## Бъдещето на Союз
След Союз 11 космическият кораб е многократно подобряван. Полетите от Союз 12 до Союз 40 се означават като Союз Фери. В този вариант на космическия кораб могат да се возят само двама души, но този път те са предпазени от защитно облекло.
Четвъртото поколение кораби Союз са пуснати през 1986 година до 2003 година. С тези космически кораби СССР и след разпадането му Русия поддържа орбиталния комплекс Мир.
През 2003 година започва петото поколение кораби Союз-ТМА. Те са специализирани за работа на Международната космическа станция.
Корабът Союз вече е много стар и въпреки многото подобрения той си остава малък и неспособен за извършване на сложни полети, като например поправки в орбита. Ракетите Союз ще бъдат модифицирани до Союз 2, а на върха на Союз 2 ще има самолетоподобен космически кораб. Това най-вероятно ще бъде Клипер, който трябва да замени Союз.

## Космически кораб Союз
Союз се състои от три части:
- сферичен орбитален модул
- малък аеродинамичен модул за повторно навлизане в атмосферата
- цилиндричен обслужващ модул

Поради дългата си употреба корабът е претърпял множество модификации, като последната се обозначава като пето поколение. По-важните модификации са следните:

### Първо поколение Союз (1967-1971)
Летял на мисиите Союз 1 - Союз 11. Космонавтите са се летели без скафандри, факт който е довел до смъртта на тримата космонавти на полет Союз 11 - Георгий Доброволски, Виктор Пацаев, и Владислав Волков.
Има две версии на кораб от това поколение – Союз 7К-ОК и Союз 7К-ОКС. Вторат версия има и отсек за скчаване, което позволява прехвърляне на космонавти от кораба към космическата станция.

### Союз Фери (1973-1981)
Второто поколение кораби Союз летял на мисиите Союз 12 - Союз 40. Без слънчеви батери и с екипаж от двама. Корабът Союз 7К-ТМ е използван за проекта Аполо-Союз през 1975 г. Проектът е първото и последно скачване на корабите Аполо и Союз.

### Союз-T (1976-1986)
Носи слънчеви батерии и е с екипаж от трима космонавти, облечени в скафандри.

### Союз-TM (1986-2003)
Четвърто поколение Союз използван за полети до Мир и Международната космическа станция.

### Союз-TMA (2003-2012)
Корабът е модификация на „Союз ТМ“, използван е за полети до Международната космическа станция. При него е специално разширен обхватът на антропометричните параметри на екипажа до стойности, приемливи за американските астронавти. Повишена е и степента на защита на екипажа от ударни натоварвания чрез намаляване скоростта на кацане и е подобрена амортизацията на креслата му.

### Союз TMA-М (2010-2016)
Основната му модернизация е замяната на аналоговите бордови компютър и телеметрична система с цифрови. Корабът е използван е за полети само до Международната космическа станция.

### Союз МС (от 2016)
Последна модификация на кораба „Союз“. Модернизацията му засяга почти всяка негова система:
- повишена енергийна ефективност на слънчевите панели (използват се по-ефективни фотоволтаични преобразуватели);
- надеждност на сближаването и скачването на космическия кораб с космическата станция чрез смяна на точките на захват на маневрените и тягови двигатели. Новата схема на захващането им дава възможност за извършване на скачване дори в случай на повреда на един от тях и осигуряване на нормален спуск към Земята в случай на повреда на някой от тях;
- нови системи за комуникация и за определяне на местоположението. Освен подобряване качеството на радиокомуникациите, улеснява търсенето на кацналият вече на Земята апарат, в която и да е точка на земното кълбо;
- нова система за сближаване и скачване „Курс“;
- цифрова телевизионна и радиовръзка;
- по-мощна и по-компактна компютърна система;
- допълнителна метеоритна защита.

## Союз ракета
Ракета Союз е ракета-носител проектирана и конструирана от РКК Енергия в град Самара, Русия. Ракетата е използвана за изстрелване на пилотираните космически кораби Союз като част от програма Союз, а сега се използва за изстрелването на безпилотния снабдителен космически кораб Прогрес до Международната космическа станция.
През 2001 са направени 11 изстрелвания на ракетата, а през 2002 само 9. Изстрелванията се извършват от космодрума Байконур в Казахстан и от Плесецк в северозападна Русия.
Със започването на 2008 ракетата ще се изстрелва и от Космически център Гвиана във Френска Гвиана. Това ще бъде първият път, в който руска ракета-носител се изстрелва от чуждестранен космодрум.

## Галерия
- Союз-TMA-6 наближавайки Международната космическа станция
- Союз скачен с Мир
- Изстрелването на Союз ТМА-2